# Martial (Name)
Martial ist ein französischer Familienname und ein männlicher Vorname.

## Herkunft und Bedeutung
Martial ist eine verkürzte Form des römischen Cognomens Martialis, der sich auf den römischen Kriegsgott Mars bezieht, also etwa „zu Mars gehörig“ bedeutet. Eine Benennung könnte sich auf den römischen Dichter Martial beziehen.

## Namensträger

### Familienname
- Lydie Martial (1861–1929), Pseudonym von Anna Carnaud
- Anthony Martial (* 1995), französischer Fußballspieler
- Claude Martial (1913–1991), französischer Jazzmusiker
- Johan Martial (* 1991), französischer Fußballspieler
- Leïla Martial (* 1984), französische Jazzsängerin

### Einname
- Martial von Limoges (3. Jahrhundert), gemäß katholischer Überlieferung erster Bischof von Limoges
- Martial d’Auvergne (1430–1508), französischer Schriftsteller des späten Mittelalters

### Vorname
- Martial Asselin (1924–2013), kanadischer Politiker
- Martial Caillebotte (1853–1910), französischer Komponist, Pianist, Philatelist und Fotograf
- Martial Célestin (1913–2011), haitianischer Politiker und Anwalt
- Martial Donnet (* 1956), Schweizer Skirennfahrer
- Martial Gueroult (1891–1976), französischer Philosophiehistoriker
- Martial Herman (1759–1795), Politiker der Französischen Revolution und Gerichtspräsident des Revolutionstribunals
- Martial Mbandjock (* 1985), französischer Sprinter
- Martial Merlin (1860–1935), französischer Kolonialadministrator
- Martial Mischler (* 1964), französischer Ringer
- Martial Payot (1900–1949), französischer nordischer Skisportler
- Martial Premat (* 1977), französischer Skibergsteiger
- Martial Raysse (* 1936), französischer Maler, Bildhauer, Objekt- und Installationskünstler
- Martial Salomon (* 1977), französischer Filmeditor
- Martial Singher (1904–1990), französischer Opernsänger (Bariton) und Gesangspädagoge
- Martial Solal (1927–2024), französischer Jazz-Pianist und -Komponist
- Martial Staub (* 1964), deutsch-französischer Historiker
- Martial Van Schelle (1899–1943), belgischer Geschäftsmann, Sportler und Spion